# Панчищины
Панчишины (укр. Панчишини) — село в Добросинско-Магеровской сельской общине Львовского района Львовской области Украины.
Население по переписи 2001 года составляло 241 человек. Занимает площадь 7,3 км². Почтовый индекс — 80335. Телефонный код — 3252.